# 오산고등학교 (서울)
오산고등학교(五山高等學校)는 대한민국 서울특별시 용산구 보광동에 있는 사립 고등학교이다.

## 학교 연혁
- 1907년 7월 1일 : 남강 이승훈 선생 고향 용동에 소학교 강명의숙 설립
- 1907년 12월 24일 : 오산학교(4년제) 창립
- 1908년 5월 15일 : 초대 교장 백이행 취임
- 1910년 7월 11일 : 제1회 졸업식 (11명 졸업)
- 1920년 9월 4일 : 김기홍 등의 노력으로 학교재건 및 재개교
- 1925년 8월 29일 : 재단법인 오산학교 인가, 초대 재단 이사장 남강 이승훈 취임
- 1926년 11월 2일 : 오산보통학교와 오산고등보통학교(5년제) 설립인가
- 1939년 5월 15일 : 교명을 '오산중학교' 로 개명
- 1947년 5월 23일 : 교장 주기용을 비롯한 교사와 학생 대다수 월남
- 1952년 3월 1일 : 피난지 부산에서 오산학교 재건위원회 조직
- 1953년 4월 25일 : 부산시 동대신동 산 4번지에 재건
- 1953년 5월 9일 : 오산학교 설립인가 이후 제3대 재단 이사장 김기홍 취임, 제18대 교장 주기용 취임
- 1954년 4월 16일 : 정부 환도에 따라 용산구 원효로 2가 92번지로 이전, 부산교정은 분교로 운영
- 1955년 2월 28일 : 재건 제1회 졸업식(통산 제45회)
- 1956년 4월 1일 : 원효로에서 현 교정으로 이전, 부산교정 폐쇄
- 1957년 5월 15일 : 본관 교사 낙성식
- 1958년 1월 21일 : 고등학교 9학급으로 증설 인가
- 1964년 2월 1일 : 법인 명칭 변경, 학교법인 오산학원으로 인가됨
- 1969년 2월 17일 : 중학교 평준화 시책에 따라 중,고등학교 분리
- 1971년 12월 20일 : 신관교사 준공
- 1974년 12월 20일 : 서관(과학실, 강당, 체육식, 도서관 준공)
- 1981년 9월 21일 : 본교 학교 야구부 창단식
- 1983년 3월 1일 : 동관교사 준공 ,고등학교 남녀공학 실시
- 1985년 10월 5일 : 야구부 해단
- 1987년 12월 4일 : 사격장 개장식
- 1990년 3월 1일 : 고등학교 36학급으로 감축인가, 남녀공학에서 남학교로 복귀
- 2002년 4월 30일 : 정보센터 준공
- 2012년 12월 27일 : 학교 축구부 창단
- 2013년 5월 7일 : 축구부 기숙사 및 인조잔디 구장 준공식
- 2016년 5월 16일 : 백석기념도서관 건립
- 2018년 11월 2일 : 학교법인 오산학원 문금복 이사장 취임
- 2020년 9월 1일 : 고등학교 제29대 신부식 교장 취임

## 운동부
1907년에 개교한 오산고등학교는 전신인 오산학교 시절 축구부를 비롯한 여러 운동부가 존재하였다.
특히 축구부의 경우 1921년 2월에 개최되었던 서울의 조선체육회 주최 제1회 전조선축구대회에 참가하였고1930년대에 이르러서는 1932년 관서청소년축구대회에서 우승을 차지하였으며1934년 평양의 관서체육회 주최 전조선축구대회 중학부에서 준우승을 차지하였다. 그 후 1940년대에 해체된 것으로 추정되며 2012년 12월 FC 서울 프로축구단과 협약을 통해 축구부 (FC 서울 U-18팀)가 재창단 되면서 부활하였다.

### 운동부 현황
- 축구부 (FC 서울 U-18팀)
- 사격부
- 수영부
- 골프부

## 참고 문헌
- 오산고등학교 - 한국교육학술정보원 학교알리미

## 같이 보기
- 오산고등보통학교 정구단
- 오산고등보통학교 축구단
- 오산학교 야구단